# Highbury
Highbury är ett distrikt i norra London och en del av London Borough of Islington.
I Highbury återfinns Arsenals hemmaarena Emirates Stadium och även klubbens gamla arena som också hette Highbury låg i området.